# Xinminxiang (sockenhuvudort i Kina, Jiangxi Sheng, lat 28,93, long 115,56)
Xinminxiang är en sockenhuvudort i Kina. Den ligger i provinsen Jiangxi, i den sydöstra delen av landet, omkring 42 kilometer nordväst om provinshuvudstaden Nanchang. Antalet invånare är 6 684. Befolkningen består av 3 316 kvinnor och 3 368 män. Barn under 15 år utgör 20,0 %, vuxna 15-64 år 64 %, och äldre över 65 år 14,0 %.
Runt Xinminxiang är det tätbefolkat, med 297 invånare per kvadratkilometer. Närmaste större samhälle är Ganzhou, 17,6 km sydväst om Xinminxiang. Trakten runt Xinminxiang består till största delen av jordbruksmark.
Genomsnittlig årsnederbörd är 2 096 millimeter. Den regnigaste månaden är juni, med i genomsnitt 340 mm nederbörd, och den torraste är oktober, med 36 mm nederbörd.